# Pueblo tharu
El pueblo tharu (en nepalí: थारू) es una etnia indígena que vive en las bases montañosas del sur de los Himalayas; gran parte de su población vive en la región nepalí de Terai. Algunos grupos tharu residen en el Terai hindú, siendo Uttarakhand, Uttar Pradesh y Bihar, sus principales centros de población.
Los tharus son reconocidos como una nacionalidad oficial por el Gobierno de Nepal. El Gobierno de India reconoce a los tharus como una tribu registrada.
Se cree que la palabra थारू thāru puede ser una derivación de sthavir, cuyo significado es ''seguidor del budismo theravada.

## Historia
El origen del pueblo tharu es incierto, pero está rodeado de mitos y tradición oral. Los Rana Tharus afirman ser de origen Rajput y han emigrado desde el desierto de Thar a hacia el extremo oeste de la región de Terai en Nepal. Por otra parte, los tharus del este afirman ser descendientes de los pueblos Sakia y Koliya, y que vivían en la antigua ciudad de Kapilavastu.

### Historia moderna (1700-1999)
Las familias tharus trabajaban mediante el sistema laboral de servidumbre conocido como Kamaiya, que existía en Nepal desde el siglo XVIII; tras la Unificación de Nepal, cuándo los miembros de las familias de las élites gobernantes de Terai, recibieron concesiones de tierras en aquella región y tuvieron el derecho de recaudar impuestos. En 1854, Jung Bahadur Rana, que en entonces era el Primer ministro de Nepal, aplicó el Muluki Ain (Código General), el cual clasificaba las castas hindúes y no-hindúes basados en sus hábitos de alimenticios y bebida. Los tharu fueron categorizados como "Paani Chalne Masinya Matwali" (grupo de esclavos tangibles y consumidores de alcohol) junto con otras varias etnias catalogadas de alcohólicas.
Hacia finales de la década de 1950, la Organización Mundial de la Salud apoyó al gobierno nepalés en erradicar la malaria en los bosques de la zona central de Terai. Tras el programa de erradicación de la malaria mediante el uso del DDT en los años sesenta, una enorme población heterogénea y no tharu desde las montañas de Nepal, Bután, Sikkim y de la India, se establecieron en la región.
En el oeste de Terai, muchas familias tharu perdieron sus tierras, que solían usar para cultivar, a estos inmigrantes y pasaron a pertenecer a la casta Kamaiya.
Cuándo se establecieron en las primeras áreas protegidas de Chitwan, las comunidades tharu se vieron forzada a reinstalarse en sus tierras tradicionales. Se les negaron el derecho de poseer tierras, y por lo tanto, vivieron en una situación de carencia de tierras y pobreza. Cuándo se creó el Parque Nacional de Royal Chitwan, los soldados nepaleses destruyeron los pueblos localizados dentro de los límites del parque, incendiando sus hogares, y agrediendo a las personas que intentaron arar sus campos. Algunos amenazaron a los tharu a punta de pistola, para que abandonaran el lugar.

### Historia reciente (2000-presente)
El Gobierno de Nepal prohibió el sistema laboral de servidumbre Kamaiya en julio de 2000, el cual prohibía a cualquier persona emplear a otra persona en calidad de trabajador en calidad de servidumbre, y declaró que el acto de trabajar en esas condiciones era ilegal.
Aunque la democracia haya sido restablecida en el país, la comunidad tharu ha perdido una democracia más inclusiva, ya que temen seguir siendo un grupo desfavorecido.

## Distribución
Desde 2011, la población de la comunidad tharu en Nepal fue censada en 1 737 470 habitantes, o el 6.6% de la población total. En 2009, se estimó que la inmensa mayoría de los tharu residen en Nepal. hay varios subgrupos endógamos de esta etnia, que están dispersos en la mayor parte de Terai:
- Los Rana Tharu, ubicados en Kailali y Kanchanpur, en el extremo occidental del Terai nepalí; también residen en la India, en los distritos de Udham Singh Nagar, Uttarakhand y Kheri Terai, Uttar Pradesh.  Los Rana Tharu afirman ser de origen rajput.[23]
- Los Kathoriya Tharu viven en su mayoría en el distrito de Kailali y en la India[24]
- Sonha Tharu residen en el distrito de Surkhet[25]
- Los Dangaura Tharu residen en la zona oeste de Terai: los distritos de Dang-Deukhuri, Banke, Bardia, Kailali y Kanchanpur.[26]
- Los Paschuhan (Occidental) Tharu residen en los distritos de Rupandehi y Nawalparasi
- Los Rautar Tharu residen en los distritos de Rupandehi y Nawalparasi
- Los Purbaha Tharu residen en los distritos de Rupandehi y Kapilavastu
- Los Aarkutwa o Chitwania Tharu residen en la zona central de Terai: distritos de Sindhuli, Chitwan y Nawalparasi.
- Los Kochila Tharu en la zona este de Terai: los distritos de Saptari, Bara, Parsa, Rautahat, Sarlahi, Mahottari y Udayapur[27]
- Los Danuwar residen en la zona este de Terai: los distritos de Udayapur, Saptari y Morang.[28]
- Los Lampucchwa Tharu residen en el distrito de Morang
- Pahalman Tharu, especialmente en Interior de Terai como el distrito de Udayapur en Nepal

Grupos más reducidos de tharus residen en los distritos hindúes aledaños al distrito de Champaran, Bihar; y en los estados de Gorakhpur, Basti y Gonda de Uttar Pradesh; y Udham Singh Nagar, Uttarakhand. 

## Cultura

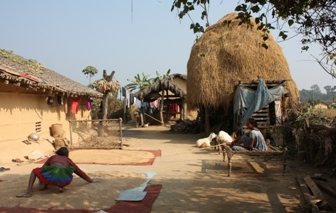
Aldea tharu, ubicado cerca del Parque Nacional de Bardiya

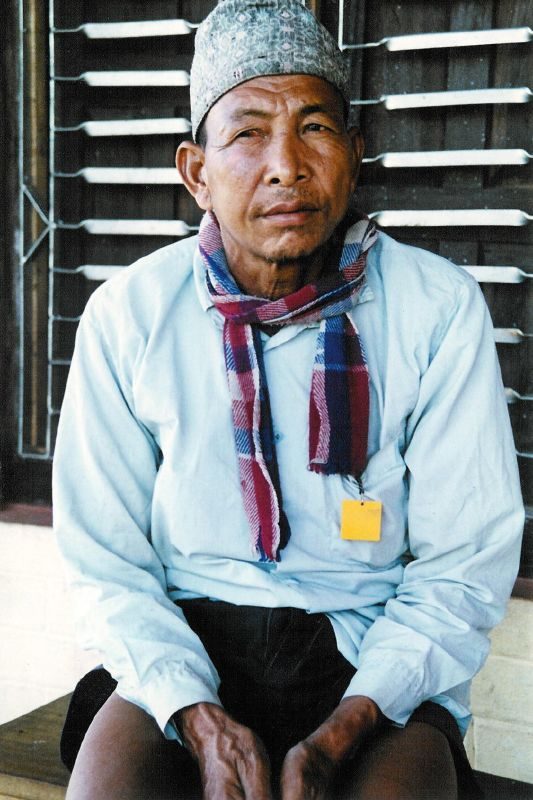
Hombre tharu

Los mismos tharu afirman ser un pueblo del bosque. En Chitwan, han vivido en los bosques durante cientos de años practicando un reducido sistema de cultivo de barbecho y cambiante. Cultivan arroz, mostaza, maíz y lentejas, pero también recolectan productos del bosque como frutos silvestres, vegetales, materiales y plantas medicinales para construir sus casas; cazan ciervos, conejos y jabalíes, y pescan en los ríos y en la costa de los lagos.
Los tharus nunca fueron al extranjero en busca de trabajo, una vida que los mantuvieron aislados dentro de sus propias localidades. En este aislamiento desarrollaron una cultura única y libre de la influencia de India adyacente, o de los grupos montañosos de Nepal. Los aspectos más llamativos de su entorno son los contenedores de arroz decorados, sus galerías pintadas de colores y que las paredes exteriores de sus hogares estás realizadas con materiales como arcilla, barro, estiércol y pasto. Gran parte de su rico diseño tienen sus raíces en las actividades devocionales y se transmiten de generación a generación, introduciendo ocasionalmente elementos contemporáneos como un autobús o un avión. Los Deukheri Tharu son conocidos por sus coloridos canastos, decorados con conchas marinas y plumas, incluyendo cubiertas de jarra ram topne.[cita requerida]

### Estructura del hogar
En el oeste de Terai, la mayoría de los Rana Tharu prefieren vivir en casas comunales llamados Badaghar con grandes familias de muchas generaciones, a veces de entre 40 y 50 personas. Toda la familia unen sus fuerzas en el trabajo, contribuyen con sus ingresos, comparten los gastos y usan la cocina.

### Estructura social
Los tharus del medio y extremo oeste de Nepal han estado practicando el sistema Badghar, donde un Badghar es elegido jefe de una aldea o un conjunto de ellas durante un año. Las elecciones se realizan generalmente en el mes de Magh (entre enero y febrero), después de celebrar el Festival Maghi y después de completar las principales actividades agrícolas. En la mayoría de los casos, cada hogar que se dedica a la agricultura, tiene el un derecho a voto para elegir al Badghar. Por ello, las elecciones se basa en un conteo de hogares, en lugar de personas. La función del Badghar es trabajar para el bienestar de la aldea. El Badghar dirige a los aldeanos para que reparen los canales y las calles que sea necesario. También preservan y dirigen las tradiciones culturales de los pueblos. Tienen la autoridad de castigar quienes no siguen sus órdenes o hacia quienes atentan contra el bienestar del pueblo. Generalmente el Badghar tiene un Chaukidar, que lo ayuda en su liderazgo. Con el consentimiento de los aldeanos, el Badghar puede nombrar un "Guruwa" quién es el principal médico y sacerdote de la aldea.[cita requerida]
Como la sociedad tharu se dedica principalmente a la agricultura, el riego es uno de los aspectos más importantes de la comunidad. Los tharu del oeste de Nepal construyeron canales de regadío que irrigan miles de hectáreas de terreno. Cientos de años atrás, sin hacer uso de herramientas sofisticadas, construyeron cientos de kilómetros de canales de riego, en los distritos de Kailali y Bardiya en Nepal. Un solo canal de riego podía ser utilizado por varias aldeas. Sus obras de agua y desviación deben ser manejadas de forma justa. Para este propósito, los Badghars de diferentes pueblos escogen a una persona para el cargo de Chaudhary para que administre los canales. Cuándo es necesario, el Chaudhary ordena que los Badghars envíen personas para reparar o construir los canales. En la mayoría de los casos, los Badghars y Chaudharis no reciben salario por parte de la comunidad. Sin embargo, están exentos de trabajo físico obligatorio para que se dediquen al bienestar de la sociedad. Como muestra de respeto, los miembros de la comunidad también pueden ayudarlos en la agricultura por un día, sin recibir paga.[cita requerida]

### Idioma
Las comunidades tharu dispersas en Nepal y en la India, no comparten el mismo idioma. Muchos hablan varias lenguas tharu endémicas. En el oeste de Nepal y en zonas aledañas a la India, los tharu hablan variantes del hindi, urdu y awadhi. En la zona central de Nepal, hablan una variante del bhoshpuri. En el este de Nepal, hablan una variante de maithili. Las versiones más estándar de estos dialectos son habladas por comunidades vecinas no-tharu en las mismas áreas, de modo que no existe una fuerte barrera lingüística entre los tharu y sus vecinos. Sin embargo, existen barreras lingüísticas entre estos dialectos que están en la forma de comunicación entre los tharus de diferentes regiones. También hablan nepalí.[cita requerida]
Los tharus ya vivían en la región de Terai antes de que llegaran los indoeuropeos. No se sabe con exactitud en que idioma hablaban en aquella época. El único idioma pre-indoeuropeo que prevalece en el Terai es el kusunda, y el santali hacia el oeste.[cita requerida]

### Gastronomía
Los tharus en Nepal poseen diferentes y especiales elementos alimenticios como el dhikri y ghonghi. El dhikri está hecho de harina de arroz. La masa de la harina de arroz tiene diferentes formas – muchos tienen forma de palo, pero también adquieren la forma de pájaros, peces y animales. Es cocinado al vapor y comido junto con chutney o curry. El ghonghi es un caracol comestible, recolectado en cuerpos de agua cercanos. El ghonghi se deja durante la noche para que puedan expulsar todo el material pegajoso dentro de ellos. Su cola está cortada para que su carne sea más fácil de succionar desde la concha. Son hervidos y cocinados con curry, añadiendo otros ingredientes como cilantro, chiles, ajo y cebollas.

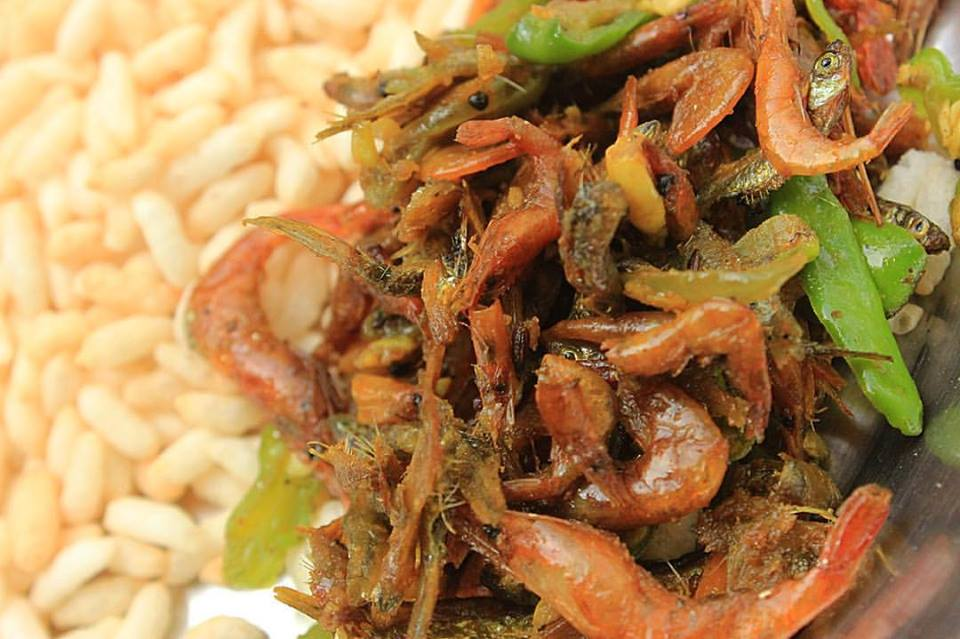
Plato de pescado seco
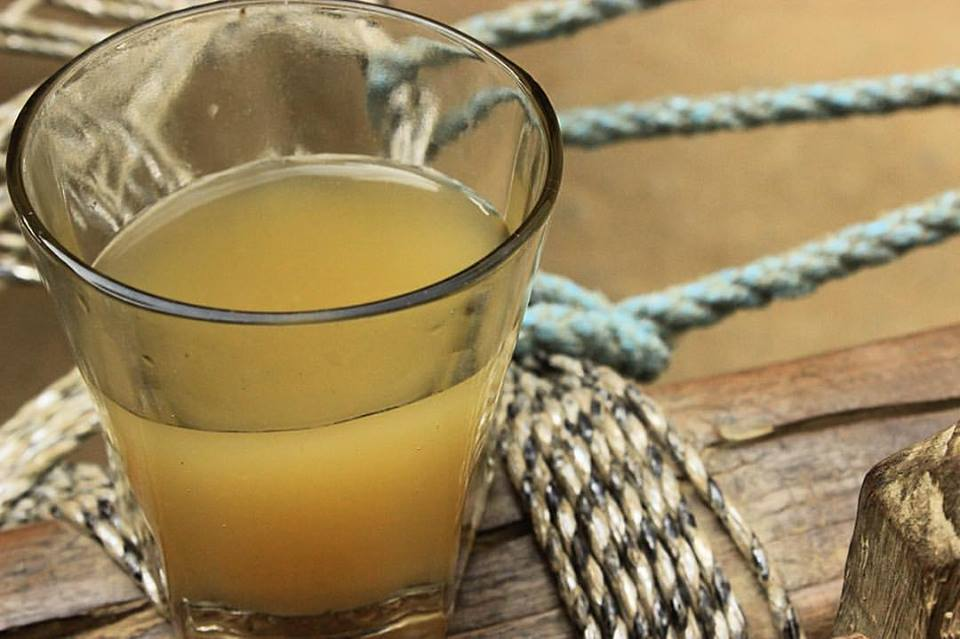
Vino de arroz
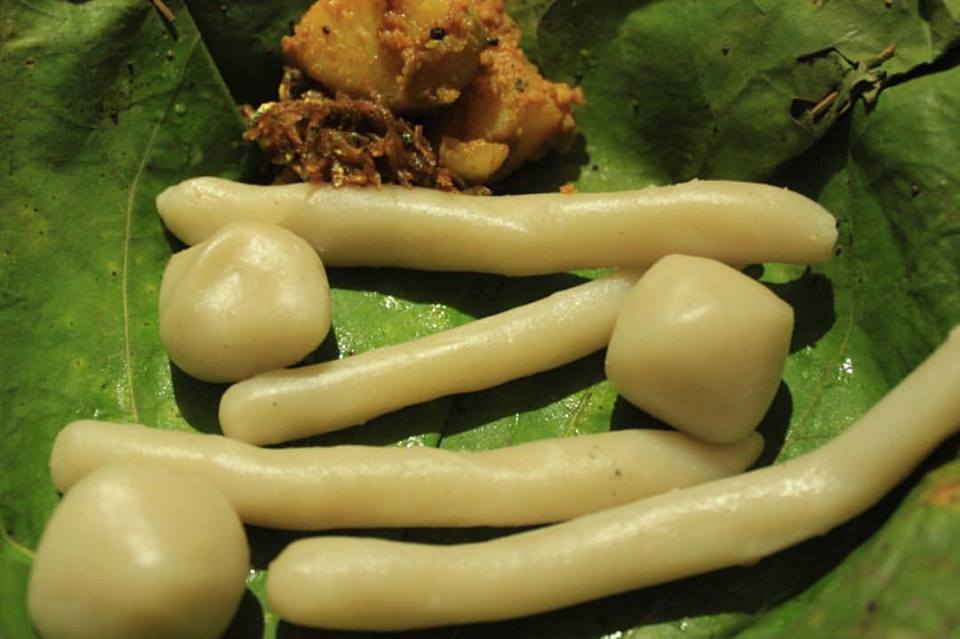
Dhikari
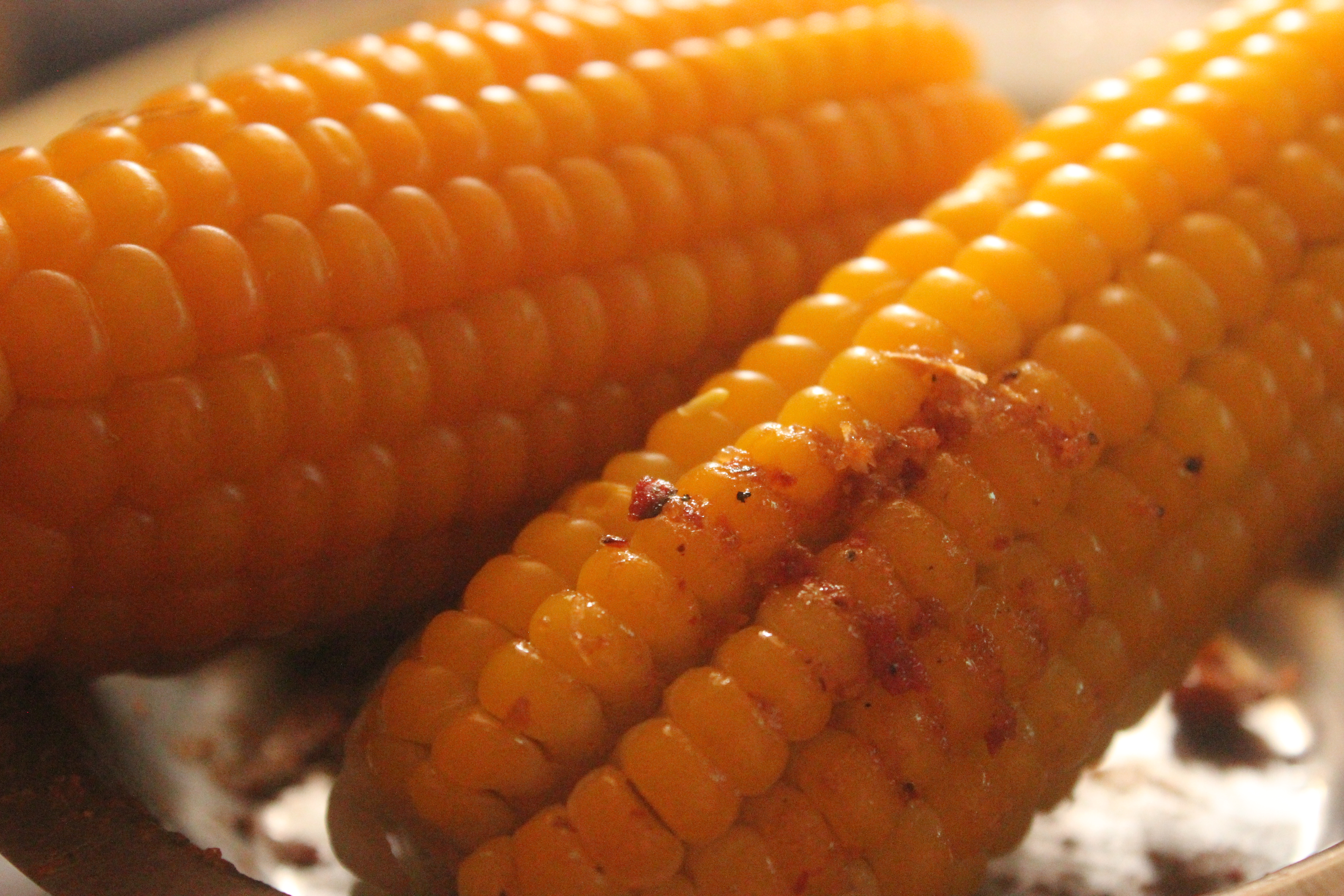
Maíz hervido con chile y pepinillo

Los tharu de la India también son conocidos por su culinaria diversa y picante. El dhissaphara es similar a dhikri.

### Sistema de matrimonio
Tradicionalmente, los matrimonios son arreglados, menudo, durante los embarazos de dos mujeres. Si dieron a luz a bebés del sexo opuesto, se suponía que ambos infantes estarían casados, si crecieran como amigos. Esto resultaba ser problemático, si uno de ellos alcanzaba la mayoría de edad, y rechazaba a su prometido(a) asignado. Encontrar un reemplazo resultaba ser complicado, puesto a que la mayoría de los niños ya estaban comprometidos. Aun así, esta costumbre ha estado desapareciendo. Actualmente, la mayoría de los tharu practican los matrimonios arreglados convencionales. También practican los matrimonio por amor, los matrimonios entre castas, los matrimonios después del cortejo y la fuga.

### Religión
Las creencias espirituales y valores morales de los tharus están estrechamente enlazadas al entorno natural. El panteón de sus dioses comprende una enorme cantidad de deidades que viven en el bosque. Antes de ingresar al bosque, los tharus rezan por su apoyo.

## Genética
Estudios genéticos en Y-ADN de hacia dos aldeas tharu en el distrito de Chitwan y otra aldea en el distrito de Morang, hallaron una presencia muy alta del Haplogroup O en el 37% de la población, seguido por los haplogrupos H (26%), J (14%), R1a (9%), R2 (5%), L (2%) y C (1%).

### Resistencia a la malaria
Los tharus eran conocidos por su resistencia hacia la  malaria en las partes más palúdicas del Terai, que eran mortíferas para los forasteros. En 1902, un observador británico escribió: "los hombres de las praderas y los paharis generalmente mueren, mientras duermen en el Terai antes del 1 de noviembre, o después del 1 de junio." Otros creyeron que los tharu no eran del todo inmunes.
La investigación médica contemporánea que compara Tharu con otros grupos étnicos que viven cerca de ellos, encontraron una incidencia de malaria 7 veces menor en entre los Tharu. Los investigadores creyeron que una diferencia tan grande se debía a factores genéticos, en vez de diferencias conductistas o dietéticas. Esto fue confirmado por una investigación de seguimiento que encuentro genes para la talasemia en casi todo los tharus estudiados.